# Schweiz filmhistoria
Schweiz filmhistoria handlar om filmens utveckling i Schweiz från 1896 fram till idag.

## De första åren
Den första filmvisningen i Schweiz ägde rum i Genève 1896, men den första inhemska filmen gjordes dock inte förrän 1918. På grund av landets språkliga splittring var det svårt att göra filmer som fångade den stora publikens intresse, samt konkurrensen från grannländerna Tyskland, Frankrike och Italien, som hade de ekonomiska möjligheterna att göra påkostade storproduktioner, gjorde att publiken oftast föredrog utländska filmer. 

## Den första guldåldern
1924 grundade Lazar Wechsler Praesens-Film i Zürich, vilket hade stor del i den schweiziska filmens första guldålder, från 1938 till 1945. Den tyske flyktingen Leopold Lindtberg som gjorde en av schweizisk films största succéer, Füsilier Wipf (1938). Max Haufler var en annan person som hjälpte till att lyfta fram den schweiziska filmen. Lindtbergs Sista chansen (Die letzte Chanse, 1945), om Schweiz hårda flyktingpolitik under andra världskriget. 
En annan film av Lindtberg som fick internationell uppmärksamhet var Två flickor på gaffeln (1950). 1940- och 50-talens flitigaste regissör var dock Franz Schnyder, vars Der 10. Mai (1957) också hade framgångar utomlands. 

## Den nya schweiziska filmen
Den inhemska filmproduktionen fortsatte dock att vara blygsam, 1960 gjordes 8 schweiziska filmer, samtidigt som 459 filmer importerades. Under 1960-talet återvände Alain Tanner och Claude Goretta, två filmentusiaster som arbetat utomlands, till Schweiz. Tanners Död eller levande (Charles mort ou vif, 1969) och Gorettas Galningen (Le fou, 1970) anses allmänt vara den nya schweiziska filmens genombrott. 1969 gavs för första gången statligt stöd till filmproduktion, detta var en viktig orsak till att produktionen och kvaliteten ökade.  

## Den andra guldåldern
Under 1970-talet inträffade den schweiziska filmens andra guldålder, där Tanner, Goretta, Yves Yersin och Michel Soutter stod för den romanskspråkiga filmens förnyelse, och Kurt Gloor, Peter van Gunten, Markus Imhoof, Rolf Lyssy och Daniel Schmid för den tyskspråkiga. 
1990 oscarbelönades Xavier Kollers Resan till hoppet.

## Schweiziska filmpersonligheter

### Regissörer
- Charles-Georges Duvanel
- Kurt Früh
- Jean-Luc Godard
- Claude Goretta
- Helena Hazanov
- Leopold Lindtberg
- Franz Schnyder
- Casimir Sivan
- Alain Tanner

### Producenter
- August Kern
- Lazar Wechsler

### Skådespelare
- Anne-Marie Blanc
- Sibylle Blanc
- Zarli Carigiet
- Heinrich Gretler
- Max Haufler
- Ursula Andress
- Emil Hegetschweiler